# Marco Nonio Macrino
Marco Nonio Macrino (latino: Marcus Nonius Macrinus; Brescia, ... – Roma, ...; fl. II secolo) è stato un generale romano dell'epoca dell'imperatore Marco Aurelio, durante le guerre settentrionali contro Marcomanni, Quadi e Sarmati Iazigi. È stato console suffectus nel 154 durante il principato di Antonino Pio, e in seguito molte volte proconsole.

## Biografia
Secondo quanto riportato sulle iscrizioni presenti nel monumento funerario venuto alla luce nel 2008 sulla via Flaminia in località Due Ponti a Roma, era originario di Brescia. Appartenente alla facoltosa e potente famiglia dei Nonii e sposato a Manlia Arria, gli è attribuita la proprietà di una grande villa a Toscolano Maderno, sulla sponda bresciana del lago di Garda. Durante la sua vita ricoprì non solo il ruolo di Comes dell'imperatore romano, Marco Aurelio, ma anche quello di proconsole delle province romane di Asia, Pannonia inferiore (attorno al 153-154) e Pannonia superiore (tra il 159 ed il 161).

## Il Mausoleo sulla via Flaminia
Nell'ottobre 2008 a Roma, durante gli scavi preliminari per la costruzione di alcuni edifici sulla via Flaminia, è stato rinvenuto un ampio complesso monumentale perfettamente conservato in cui gli archeologi hanno riconosciuto la sua tomba. Il mausoleo funerario, a forma di tempietto, alto circa 15 metri e rivestito in marmo, fu edificato dal figlio di Macrino.
Il suo rinvenimento suscitò l'attenzione dei media nazionali ed internazionali per via delle parole degli archeologi che paragonarono la vita del generale a quella del personaggio di fantasia "Massimo Decimo Meridio", protagonista del film di Ridley Scott Il gladiatore, per via delle somiglianze tra le carriere politico-militare e della coincidenza con il periodo storico di appartenenza. La notizia che venne diffusa parlava infatti del rinvenimento della tomba del "Gladiatore" e che la vita dello stesso personaggio storico romano aveva ispirato il film americano. Nella realtà non fu Marco Nonio Macrino ad ispirare il personaggio di fantasia Massimo Decimo Meridio, e inoltre, sebbene sia il generale romano che il personaggio interpretato da Russell Crowe avessero agito nello stesso periodo e avessero caratteristiche comuni come l'essere graditi e ben conosciuti dall'Imperatore Marco Aurelio, il primo ebbe una carriera di successo e morì da benestante, mentre il secondo invece perde la sua famiglia e viene ridotto in schiavitù.